# 12498 Dragesco
12498 Dragesco eller 1998 FY14 är en asteroid i huvudbältet som upptäcktes den 26 mars 1998 av OCA–DLR Asteroid Survey (ODAS). Den är uppkallad efter Jean Dragesco.
Asteroiden har en diameter på ungefär 4 kilometer.